# Аћимовићева офанзива
"Аћимовићева офанзива" позната и под именом "Аћимовићева потера" била је операција Српске државне страже и четника Косте Пећанца против партизанских одреда у Југоисточној Србији. Названа је по Милану Аћимовићу, министру унутрашњих послова у квислиншкој влади Милана Недића, коме је била повјерена припрема офанзиве. У њој нису непосредно учествовале окупационе трупе (немачке и бугарске) већ је у потпуности поверена колаборационистичким јединицама. То је била једна од најорганизованијих и највећих офанзива на партизанске снаге у Шумадији, источној и јужној Србији у којој је учествовало око 10.000 војника колаборационистичких снага (четника Косте Пећанца, СДС и СДК). У трећој етапи ове офанзиве која је почела 10. августа 1942, а на удару су се нашли Расински, Топлички и Јабланички, а затим Лесковачки и Бабички НОП одред. Око 20. септембра 1942. завршена је Аћимовићева офанзива. Њени резултати били су двојаки: страдало је доста бораца Бабичког одреда, али се одред ипак одржао.

## Операција
Почетком 1942. године, на територији нишког округа дејствују три бројна и добро наоружана партизанска одреда: Озренски, Јастребачки и Сврљишки-Нишавски, са око 400 бораца. У времену од њиховог формирања до краја јуна 1942. године, непријатељско командовање предузимало је неколико снажних офанзива за уништење ова три одреда, али без успеха. После неуспешне бугарске јунске офанзиве, Немци су захтевали од генерала Милана Недића да уништи партизанске одреде у југоисточној Србији. Непосредно руковођење и командовање овим новим војним подухватом поверено је Милану Аћимовићу, министру унутрашњих послова у Влади народног спаса, па се ова офанзива по њему назива „Аћимовићева офанзива".
За офанзиву је ангажовано око 2000 војника Српске државне страже (СДС) и преко 1200 четника Косте Пећанца, а даљих 5000 је помагало акцију сталним патролирањем и прочишћавањем терена. Снаге СДС организоване су у два одреда за акцију: Источни, под командом потпуковника Филипа Димитријевића и потпуковника Људевита Погачара и Западни, којим је командовао мајор Велимир Поповић. Офанзива је започела већ 10. јула 1942. године нападом Источног одреда СДС на Озренски одред, који се ради избегавања фронталног судара са далеко бројнијим непријатељем, поделио у четири партизанске групе: Алексиначку, Сокобањску. Ражањску и Нишку. Потпуно је разбијена Нишка и делимично Алексиначка група, док су се Ражањска и Сокобањска законспирисале на Ртњу и Буковику и избегле непријатељску офанзиву. Одред је у овим борбама изгубио 24 борца.
Одреди СДС потпуковника Погачара и Белопаланачки четнички одред су 22. јула 1942. године обухватили Сврљишке планине на којима се тада налазио Сврљишки-Нишавски НОП одред. Најжешће борбе вођене су 27. јула, код села Витановца и Мирановачке куле, када је Одред, после пробијања седам узастопних обруча престао да постоји као организована војна јединица. Западни одред СДС мајора Поповића почиње акцију против Јастребачког НОР одреда, 10. августа увече. Добивши обавештење о намераваној офанзиви, штаб Јастребачког НОП одреда извлачи Великојастребачку и Малојастребачку чету изван непријатељског обруча и успева да сачува главнину. У земуници на Малом Јастрепцу гине осам партизана на челу са народним херојем Никодијем Стојановићем Татком, бившим политичким комесаром овог одреда, а заробљена су три партизана које су Немци стрељали на Бубњу. Пошто није успео да уништи партизанске одреде на овој територији, непријатељ предузима масовни физички терор над народом овог краја. Циљ акције, како је то Аћимовић прокламовао, није био само војни, борбом против партизанских одреда ишло се на то да се НОР у овом крају Србије уништи у корену. Паљене су партизанске куће, попаљене су скоро све појате на Сврљишким планинама, Девици и на Озрену, пљачкана су не само партизанска, већ и сва остала села, а предузета су и, дотле најмасовнија, хапшења. На територији Озренског НОП одреда ухапшено је преко 400, на територији Сврљишког преко 600 и у Топлици преко 400, укупно је у југоисточној Србији похапшено преко 2000 људи, међу којима највише месних партизана и партизанских сарадника.
Аћимовићева офанзива донела је много тешкоћа партизанским одредима и народу на југу Србије, али су те тешкоће, уз огромне људске жртве, биле савладане. Офанзива није успела да уништи партизанске одреде и НОР уопште на овој територији.